# Idactus fuscovittatus
Idactus fuscovittatus là một loài bọ cánh cứng trong họ Cerambycidae.